# Laurède
Laurède település Franciaországban, Landes megyében. Lakosainak száma 367 fő (2022. január 1.). Laurède Gouts, Lourquen, Mugron és Poyanne községekkel határos.

## Népesség
A település népességének változása:
| Lakosok száma | 380  | 332  | 339  | 349  | 386  | 391  | 387  | 371  | 370  | 367  |
|               | 1968 | 1982 | 1990 | 2006 | 2013 | 2015 | 2017 | 2019 | 2020 | 2022 |